# Copa Ganadores de Copa 1970

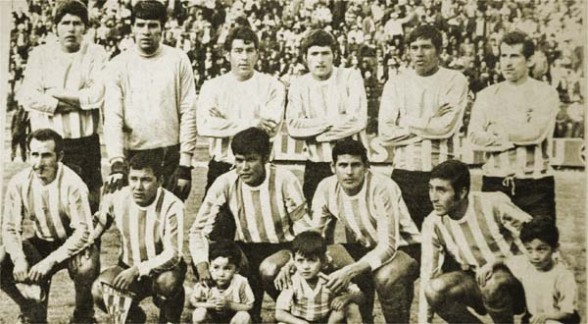
Mariscal Santa Cruz campeón de la Recopa 1970.

La Recopa Sudamericana de Clubes del año 1970, fue la primera edición oficialmente disputada de este nuevo torneo, consagrando al club Mariscal Santa Cruz de la ciudad de La Paz, Bolivia, como campeón absoluto de esta versión, convirtiéndose por ello, en el primer y único club boliviano en convertirse campeón de un torneo internacional.
Tuvo dos sedes, Quito y La Paz (con subsede en Cochabamba). Se desarrolló en dos grupos, uno de 3 (El Nacional, Canarias y Libertad) disputando sus partidos en Quito y uno de 5 (Mariscal Santa Cruz, Atlanta, Unión Española, Deportivo Municipal y Rampla Juniors) cuyos partidos fueron en La Paz y Cochabamba. El primero de cada grupo disputaría el título en una serie final con partidos de ida y vuelta. El Nacional como ganador del Grupo 1 y Mariscal Santa Cruz como ganador del Grupo 2, disputaron las finales y se coronó campeón Mariscal Santa Cruz.

## Sedes
| Ciudad     | Estadio                    | Capacidad | Grupo   |
| ---------- | -------------------------- | --------- | ------- |
| Quito      | Estadio Olímpico Atahualpa | 40 000    | Grupo 1 |
| La Paz     | Estadio Olímpico La Paz    | 30 000    | Grupo 2 |
| Cochabamba | Estadio Félix Capriles     | 15 000    | Grupo 2 |

## Equipos participantes
| País             | Equipo              | Clasificación                                  |
| ---------------- | ------------------- | ---------------------------------------------- |
| Argentina 1 cupo | Atlanta             | Subcampeón de la Copa Argentina 1969           |
| Bolivia 1 cupo   | Mariscal Santa Cruz | 3er puesto del Campeonato Boliviano 1969       |
| Chile 1 cupo     | Unión Española      | Ganador de la Pre-Recopa de Chile 1969         |
| Ecuador 1 cupo   | El Nacional         | Campeón de la Copa Ecuador 1970                |
| Paraguay 1 cupo  | Libertad            | 3er puesto del Campeonato Paraguayo 1969       |
| Perú 1 cupo      | Deportivo Municipal | 3er puesto del Campeonato Descentralizado 1969 |
| Uruguay 1 cupo   | Rampla Juniors      | Campeón de la Copa Alfredo Lois 1969           |
| Venezuela 1 cupo | Canarias            | Subcampeón de la Copa Venezuela 1969           |

### Asociaciones que desistieron participar
| País            | Equipo      | Clasificación                                     |
| --------------- | ----------- | ------------------------------------------------- |
| Brasil 1 cupo   | Santos      | 3er puesto del Torneo de Campeones de Brasil 1969 |
| Colombia 1 cupo | Millonarios | 3er puesto del Campeonato Colombiano 1969         |

Brasil tampoco envió representantes a la Copa Libertadores de 1970

## Fase de grupos

### Grupo A
| Equipo        | Pts | PJ | PG | PE | PP | GF | GC | DG |
| ------------- | --- | -- | -- | -- | -- | -- | -- | -- |
| El Nacional   | 3   | 2  | 1  | 1  | 0  | 4  | 1  | 3  |
| U.D. Canarias | 2   | 2  | 0  | 2  | 0  | 0  | 0  | 0  |
| Libertad      | 1   | 2  | 0  | 1  | 1  | 1  | 4  | -3 |

| Fecha               | Lugar |               | Resultado |               |
| ------------------- | ----- | ------------- | --------- | ------------- |
| 8 de marzo de 1970  | Quito | El Nacional   | 0:0       | U.D. Canarias |
| 11 de marzo de 1970 | Quito | U.D. Canarias | 0:0       | Libertad      |
| 15 de marzo de 1970 | Quito | El Nacional   | 4:1       | Libertad      |

### Grupo B
| Equipo              | Pts | PJ | PG | PE | PP | GF | GC | DG |
| ------------------- | --- | -- | -- | -- | -- | -- | -- | -- |
| Mariscal Santa Cruz | 7   | 4  | 3  | 1  | 0  | 8  | 3  | 5  |
| Atlanta             | 5   | 4  | 2  | 1  | 1  | 9  | 7  | 2  |
| Unión Española      | 4   | 4  | 1  | 2  | 1  | 6  | 6  | 0  |
| Deportivo Municipal | 3   | 4  | 0  | 3  | 1  | 6  | 7  | -1 |
| Rampla Juniors      | 1   | 4  | 0  | 1  | 3  | 2  | 8  | -6 |

| Fecha               | Lugar      |                     | Resultado |                     |
| ------------------- | ---------- | ------------------- | --------- | ------------------- |
| 22 de marzo de 1970 | La Paz     | Mariscal Santa Cruz | 1:0       | Atlanta             |
| 22 de marzo de 1970 | La Paz     | Unión Española      | 1:1       | Deportivo Municipal |
| 26 de marzo de 1970 | La Paz     | Unión Española      | 1:0       | Rampla Juniors      |
| 26 de marzo de 1970 | La Paz     | Atlanta             | 4:3       | Deportivo Municipal |
| 28 de marzo de 1970 | La Paz     | Atlanta             | 3:3       | Unión Española      |
| 29 de marzo de 1970 | La Paz     | Mariscal Santa Cruz | 4:1       | Rampla Juniors      |
| 2 de abril de 1970  | La Paz     | Mariscal Santa Cruz | 2:1       | Unión Española      |
| 2 de abril de 1970  | Cochabamba | Deportivo Municipal | 1:1       | Rampla Juniors      |
| 4 de abril de 1970  | Cochabamba | Atlanta             | 2:0       | Rampla Juniors      |
| 5 de abril de 1970  | La Paz     | Mariscal Santa Cruz | 1:1       | Deportivo Municipal |

## Final

### Ida
| - |

| - |

| - |

| - |

### Vuelta
| Juan Zimmerliz    |
| Víctor Barrientos |
| Ángel Báez        |
| Víctor Montoya    |
| Manuel Gramajo    |
| José Jiménez      |
| Eliseo Báez       |
| Genaro Hurtado    |
| Remberto González |
| Juan Américo Díaz |
| Juan Farías       |

| Bautista      |       |
| Alcívar       |       |
| Campoverde    |       |
| Toapanta      |       |
| Escalante     |       |
| Cabezas       | Salió |
| Oliva         |       |
| Benavides     |       |
| Enríquez      |       |
| Peñaherrera   |       |
| Tom Rodríguez |       |

|  |  |

| Polo Carrera | Entró |

| Anotado         | 40' | Eliseo Báez |
| Anotado · Penal | 57' | Eliseo Báez |

| Árbitro | Hugo Sosa |

| Juan Zimmerliz    |
| Víctor Barrientos |
| Ángel Báez        |
| Víctor Montoya    |
| Manuel Gramajo    |
| José Jiménez      |
| Eliseo Báez       |
| Genaro Hurtado    |
| Remberto González |
| Juan Américo Díaz |
| Juan Farías       |

| Bautista      |       |
| Alcívar       |       |
| Campoverde    |       |
| Toapanta      |       |
| Escalante     |       |
| Cabezas       | Salió |
| Oliva         |       |
| Benavides     |       |
| Enríquez      |       |
| Peñaherrera   |       |
| Tom Rodríguez |       |

|  |  |

| Polo Carrera | Entró |

| Anotado         | 40' | Eliseo Báez |
| Anotado · Penal | 57' | Eliseo Báez |

| Árbitro | Hugo Sosa |

| Bandera de Bolivia                      |
| Campeón Mariscal Santa Cruz 1.er título |

## Goleadores
| Jugador     | Equipo              | Goles |
| ----------- | ------------------- | ----- |
| Eliseo Báez | Mariscal Santa Cruz | 5     |